# Fio Maravilha (canção)
"Fio Maravilha"  é uma canção do compositor brasileiro Jorge Ben, lançada no álbum Ben, de 1972. Seu título é uma homenagem ao futebolista João Batista de Sales, que era conhecido pelo apelido.

## História
Tornou-se um grande sucesso no Brasil, e chegou a ser cantada pela torcida do Flamengo em partidas no estádio do Maracanã. A cantora Maria Alcina venceu o Festival da Canção de 1972 defendendo Fio Maravilha. Meses depois o jogador Fio Maravilha moveu ação cobrando indenização por uso de seu apelido, perdeu a ação e alegou não saber da ação e que seu advogado avisou que iria apenas verificar se havia valor a receber.
Magoado, o compositor decidiu mudar a letra para "Filho Maravilha". Em 2007, em uma entrevista à Rede Globo, Fio Maravilha, então ex-jogador de futebol, pediu desculpas ao compositor Jorge Ben esperando que ele voltasse a cantar "Fio Maravilha", desculpas aceitas e em vídeo no YouTube, Fio Maravilha pede desculpas.